# Ritterburg (Eckernförde)

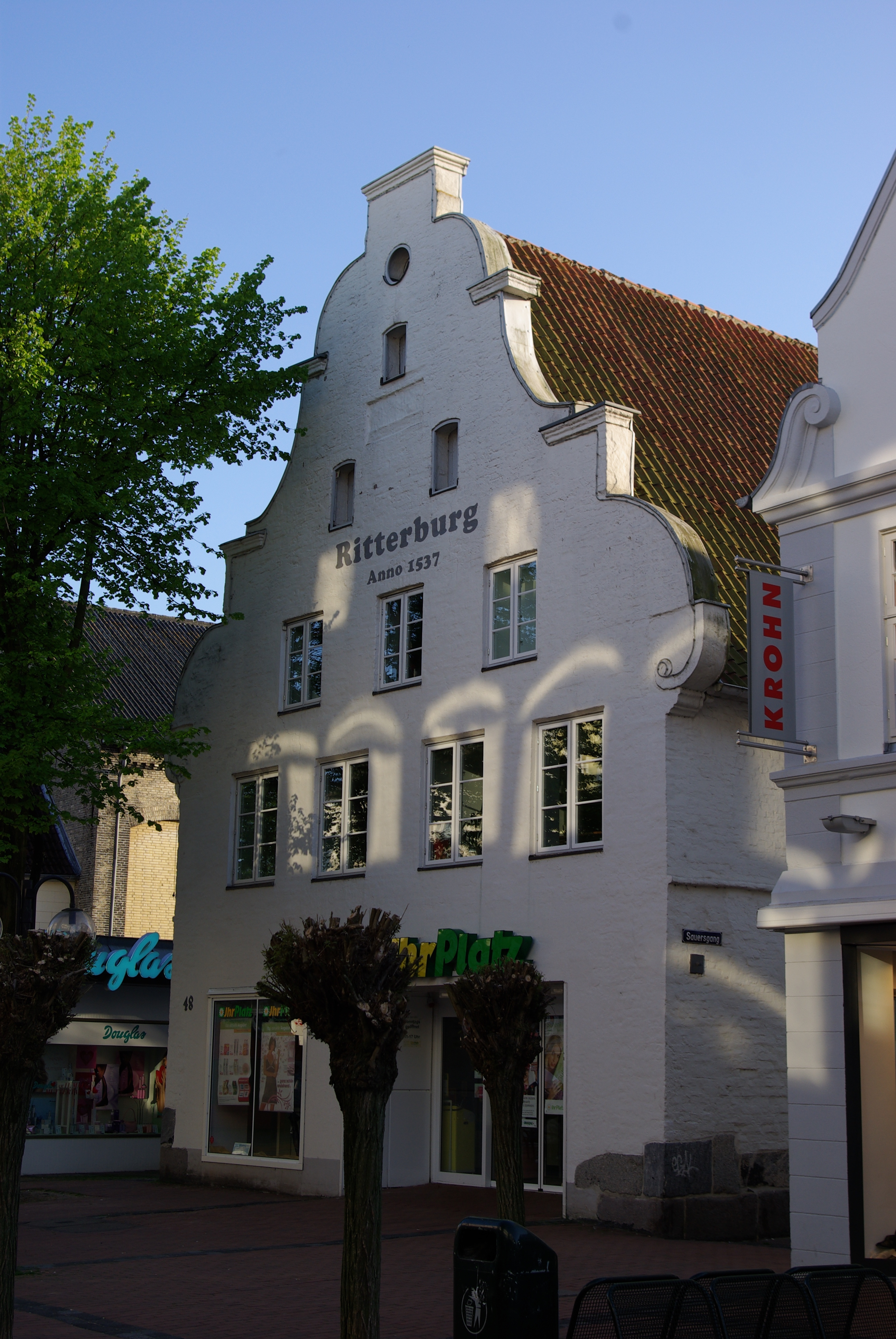
Die „Ritterburg“ von der Fußgängerzone aus gesehen

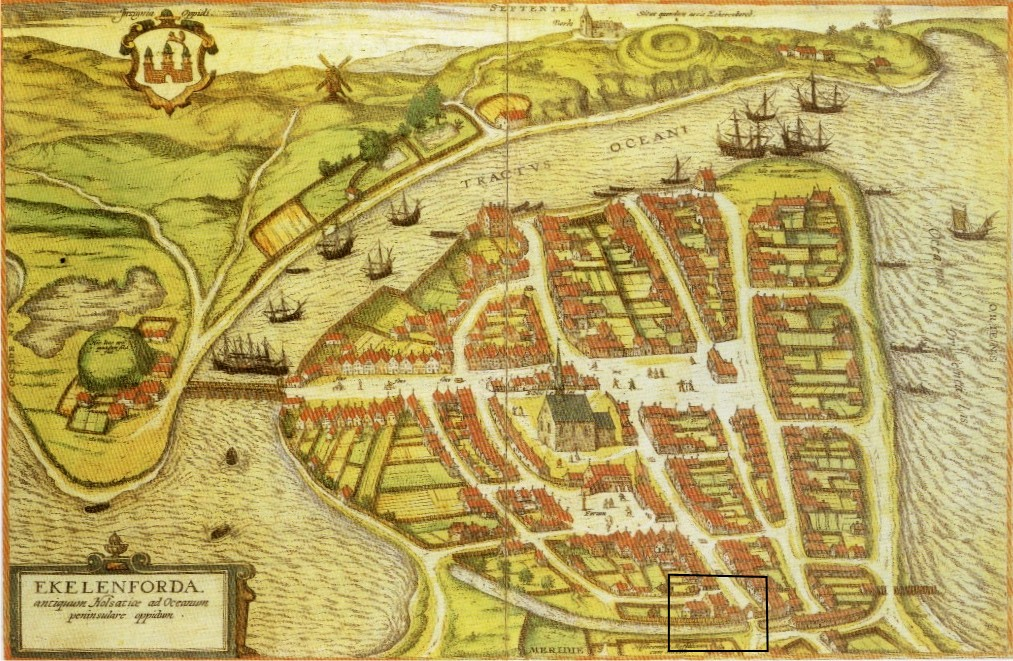
Erster bekannter Stadtplan Eckernfördes von Georg Braun/Frans Hogenberg, spätestens 1618 veröffentlicht, mit Kenntlichmachung der „Ritterburg“

Die sogenannte Ritterburg zu Eckernförde ist keine Ritterburg. Es handelt sich um ein dreigeschossiges, unter Denkmalschutz stehendes Geschäfts- und Wohnhaus mit Renaissancegiebel aus dem 15. oder 16. Jahrhundert.

## Der NameRitterburg
Zur Namensgebung wird in vielen Publikationen, auch von der Stadt Eckernförde selbst, in etwa der folgende Sachverhalt angegeben: Das Gebäude hätte seinen Namen von einem Gastwirt mit dem Namen Ritter erhalten, der in dem Gebäude im 19. Jahrhundert eine Gastwirtschaft führte. Im Gebäude selbst hätten nie Ritter gelebt – wie im 16. Jahrhundert üblich, sei es eines der Stadthäuser von Adligen gewesen, von denen aus sie Handel betrieben.
Diese Darstellung ist spekulativ und zumindest teilweise falsch: Im 16. Jahrhundert bewohnten die Ritter Rantzau das Gebäude. 1226 mit dem Ritter Johann Ranzow begründet, gehörte die Ritterfamilie Rantzau Ende des Mittelalters zu den einflussreichsten Familien der Schleswig-Holsteinischen Ritterschaft. Ein Zweig des Uradelsgeschlechts von Rantzau wurde zwar 1650 in den Grafenstand erhoben (davor waren alle Rantzaus „nur“ Adelige), zu diesem Zweig gehörten aber nicht die damaligen Eigner der Ritterburg oder ihre Nachfahren. Vom Ehepaar Paul († 1579) und Beate Rantzau (geborene Sehestedt; † 1589) ist aus dem 16. Jahrhundert bekannt, dass sie (mindestens) 15 Kinder hatten, wie sie im von Ciriacus Dirkes 1578 geschaffenen Kirchengestühl der Sankt Nicolai-Kirche abgebildet sind: Pawell Rantsov mit sinen negen [neun] Soins, Biate Rantsov mit errenn sos [sechs] Doihters. Sie besaßen Gut Ludwigsburg (damals Kohøved genannt), wo sie die ehemalige Wasserburg durch den Neubau eines Herrenhauses ersetzen ließen. Fraglich ist deshalb, ob von der Ritterburg aus zu dieser Zeit überhaupt Handel betrieben werden sollte oder das Gebäude etwa nur als nahes Ausweichquartier während der umfangreichen Bauarbeiten auf Gut Ludwigsburg diente.
Der These, dass der Gastwirt Claus Heinrich Ritter, der, aus der Maingegend kommend, in dem Gebäude seit 1825 eine Gastwirtschaft betrieb, der Namensgeber für die Bezeichnung als Ritterburg war, mangelt es am Nachweis dafür, dass diese Bezeichnung nicht auch schon zuvor (mal) geführt wurde. Ungewöhnlich wäre es bereits in der Zeit des Entstehens der Ritterburg in der Gegend keineswegs gewesen, einem großen städtischen Wohngebäude des Adels- oder des Ritterstandes einen auf -burg endenden Namen zu geben; in Eckernförde hieß beispielsweise ein etwa zur gleichen Zeit errichtetes Adelswohnhaus Blomenburg. Die Gastwirtschaft selbst wurde zudem vom Gastwirt Claus Ritter und nachfolgend von seiner Witwe Elise Ritter auch nicht unter dem Namen Ritterburg geführt, sondern schlicht als Gastwirthschaft Ritter betrieben. Spekulativ bleibt auch die in einzelnen Werken zu findende Angabe, dass ein Nachfolgegastwirt von Claus und Elise Ritter, offenbar innerhalb des ersten Jahrzehnts des 20. Jahrhunderts, die Gaststätte nach dem Namen seiner Vorgänger – und nicht etwa aufgrund anderer ihm vorliegender Informationen – zur „Ritterburg“ machte. Eine andere Deutung des Namens ist die als „Haus der Ritterbürger“.

## Geschichte

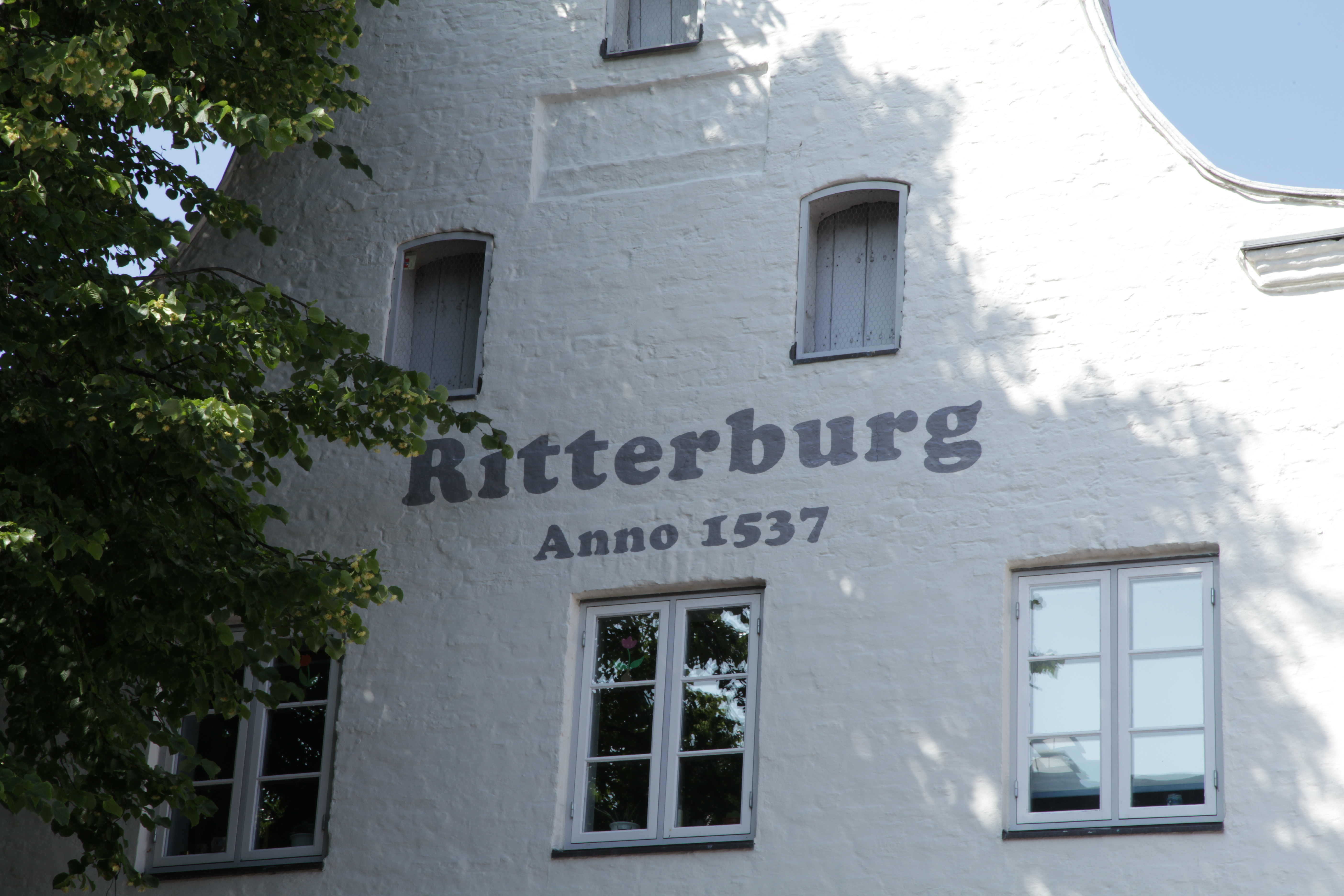
Der Puttenfries (oben) ist als solcher nicht mehr erkennbar

Die Ritterburg 1911 (oder früher)

Das Haus entstand als gotisches Bauwerk spätestens in der ersten Hälfte des 16. Jahrhunderts in unmittelbarer Nähe des damaligen Stadttores und der Stadtmauer. Es steht heute in der Hauptgeschäftsstraße Eckernfördes, der Kieler Straße (Nr. 48; Eckhaus zum Sauersgang). Seit 2004 ist an der Fassade wieder (wie zuvor schon in den 1950er Jahren über der Eingangstür) die Jahreszahl 1537 aufgetragen. Nach Karl Friedrich Schinkel sei das Haus aber rund 35 bis rund 50 Jahre früher errichtet worden. Das Stadttor wenige Meter daneben war in etwa derselben Zeit entstanden. Bei der Entstehung der „Ritterburg“ wurden mittelalterliche Grabsteine im Sockel verbaut. Die Familie Rantzau ließ 1590 den ursprünglichen gotischen Staffelgiebel der „Ritterburg“ an der Vorderfront in einen unterbrochen geschweiften Renaissancegiebel umgestalten – ein Volutengiebel aufgrund der Voluten an den unteren Enden. Über einen ursprünglich an der Rückseite wohl ebenfalls befindlichen Staffelgiebel fehlt es an weiteren Angaben. Der Puttenfries an der Frontseite mit seinen sieben Putten ist mittlerweile derart mit Wandfarbe übertüncht worden, so dass er als solcher nicht mehr erkennbar ist. Schon früh besaß das Gebäude ein angebautes Hinterhaus, das seit Rantzaus Zeiten bis zur Übernahme durch den Gastwirt Claus Heinrich Ritter 1825, der daraus eine Übernachtungsunterkunft machte, als Stall und Speicher diente. Das Hinterhaus musste Anfang der 1960er Jahre einem neuen Anbau weichen. Im 18. Jahrhundert waren die Bewohner der Ritterburg Branntweinbrenner.
Ein Restaurant mit dem Namen „Zur Ritterburg“ gab es nachweislich in den 1910er Jahren; die letzte Gastwirtschaft, die diese Bezeichnung führte, bestand bis in die 1970er Jahre hinein und befand sich zuletzt im 1. Stockwerk. Nach dem Zweiten Weltkrieg beherbergte das Gebäude im Erdgeschoss nacheinander eine Schlachterei (Markgraf), danach ein Kleinkaufhaus (Corso), einen Supermarkt (coop), eine Drogeriemarktfiliale (Ihr Platz); derzeit ist ein Bekleidungsgeschäft (Herrenausstatter an der Schlei) in dem Gebäude untergebracht. Die Umgestaltung der Fassade im Erdgeschossbereich und die damit verbundene Aushöhlung erfolgte im Rahmen des Umbaus zum Kleinkaufhaus Anfang der 1960er Jahre. „Leider ist mit dem Erdgeschoß in der Neuzeit grausam umgegangen worden“.
Das Stadttor in unmittelbarer Nähe wurde um 1760 abgebaut; das alte Stadtschreiberhäuschen – zuletzt ein Fischgeschäft (Büll) – wie ein zweites angrenzendes Gebäude – zuletzt ein Blumenladen (Klünder) – mussten Ende der 1960er Jahre für Straßenausbaumaßnahmen der Kieler Straße (zu diesem Zeitpunkt noch Hauptdurchgangsstraße der Innenstadt) Platz machen; rund 10 Jahre später wurde die Kieler Straße in eine Fußgängerzone umgewandelt.